# یواس‌اس سندز (دی‌دی-۲۴۳)
یواس‌اس سندز (دی‌دی-۲۴۳) (به انگلیسی: USS Sands (DD-243)) یک کشتی بود که طول آن ۹۵٫۸۳ متر (۳۱۴٫۴ فوت) بود. این کشتی در سال ۱۹۱۹ ساخته شد.